# Aphnaeus oreas
Aphnaeus oreas är en fjärilsart som beskrevs av Dru Drury. Aphnaeus oreas ingår i släktet Aphnaeus och familjen juvelvingar. Inga underarter finns listade i Catalogue of Life.